# Armando Viana
Armando Martins Vianna (Rio de Janeiro, 1897 — Rio de Janeiro, 1991) foi um pintor, desenhista e professor brasileiro.

## Biografia
Fez seus estudos  na Escola Nacional de Belas Artes, onde teve como professores Rodolfo Amoedo e Rodolfo Chambelland, e no Liceu de Artes e Ofícios sob orientação dos professores Eurico Alves e Stefano Cavalaro.
Realizou obras a óleo e aquarela, praticando uma pintura tradicional e realista, calcado no desenho e no colorido fiel. Paisagens, nus, flores e pintura religiosa constituem a parte preponderante de sua produção. Realizou decorações no Palácio do Catete e no Palácio da Guerra, e nas igrejas de São Jorge e de Nossa Senhora do Rosário, no Rio de Janeiro.
Pintor eclético, no decorrer de sua longa carreira acabou por evoluir do academicismo ao impressionismo, com algumas incursões pelo modernismo cubista.
Amigo de Sílvio Pinto e José Pancetti, professor de um sem número de artistas hoje consagrados, faleceu aos 94 anos ainda  trabalhando.
Um livro da Editora Pinakotheke foi publicado contendo dados referentes à sua vida e obra.

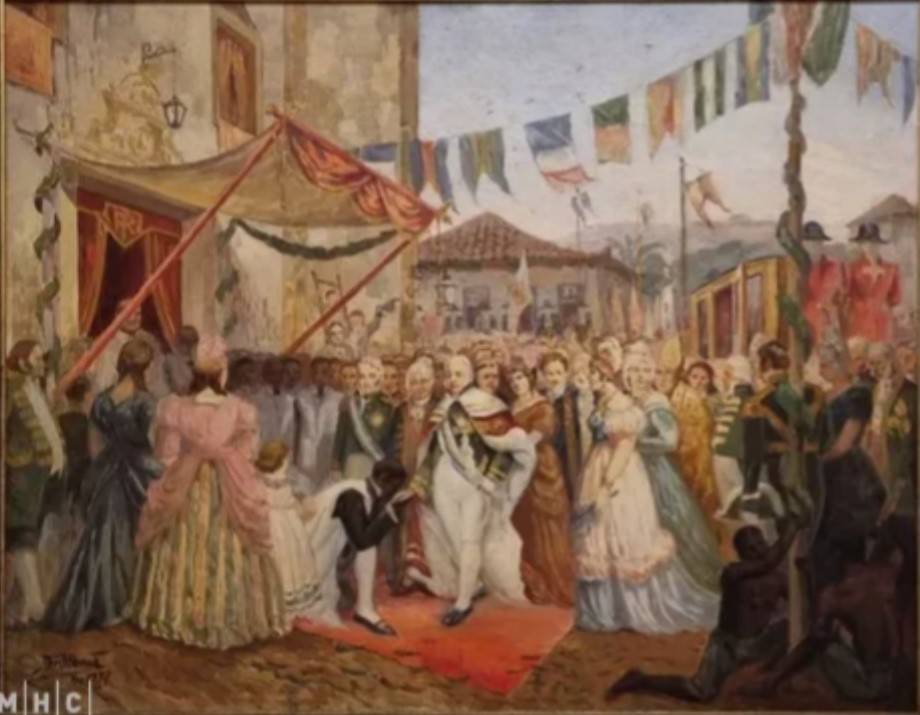
Chegada do príncipe regente dom João VI, ao Rio de Janeiro, em 1808. Pintura feita por Armando Vianna em 1937.